# Salernitana Calcio 1919 2007-2008
Questa voce raccoglie i dati della Salernitana Calcio 1919 nelle competizioni ufficiali della stagione 2007-2008.

## Stagione

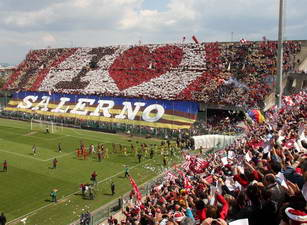
Coreografia del 27 aprile 2008 in Salernitana-

Nella stagione 2007-2008 dopo due stagioni di assestamento, finalmente la nuova Salernitana Calcio 1919 di Antonio Lombardi riesce a portare la Serie B a Salerno, a due anni dalla clamorosa radiazione della precedente società storica. Al nuovo direttore generale Angelo Mariano Fabiani viene data la possibilità di allestire una rosa competitiva per il raggiungimento della promozione, e tra i nuovi acquisti che riesce a effettuare spicca su tutti il nome di Arturo Di Napoli, famoso bomber che militò anche in Serie A. Battendo l'Ancona alla 13ª giornata, sorpassandola, la Salernitana non mollerà più la vetta della classifica, ma nonostante la vittoria del girone di andata, il biondo allenatore Agostinelli viene esonerato dopo una serie di partite poco convincenti culminate con la sconfitta contro il Taranto. Al suo posto arriva Fabio Brini, con il quale la Salernitana, pareggiando con l'Ancona comincia a risollevarsi e a mostrare un buon calcio, e alla fine, battendo in casa il Pescara, arriverà la promozione.

## Divise e sponsor
La maglia 2007-2008 è granata con i numeri bianchi e colletto e bordi bianchi, ed è accompagnata da pantaloncini e calzettoni granata mentre la seconda maglia è bianca con pantaloncini bianchi. Sulle tenute di gioco appaiono i marchi di Umbro (sponsor tecnico), Santagata (co-sponsor) e di Interauto Citroën (main sponsor).
| Casa | Trasferta |

## Organigramma societario
Area direttiva
- Presidente:  Antonio Lombardi
- Direttore generale:  Angelo Mariano Fabiani

Staff tecnico
- Allenatore:  Andrea Agostinelli, dal 3 febbraio 2008  Fabio Brini[2]

## Rosa
fonti.
| N. |                      | Ruolo | Calciatore            |
| -- | -------------------- | ----- | --------------------- |
|    | Italia (bandiera)    | P     | Rino Iuliano          |
|    | Italia (bandiera)    | P     | Damiano Milan         |
|    | Italia (bandiera)    | P     | Salvatore Pinna       |
|    | Italia (bandiera)    | P     | Lorenzo Prisco        |
|    | Italia (bandiera)    | P     | Piero Robertiello     |
|    | Italia (bandiera)    | D     | Francesco Agresta     |
|    | Italia (bandiera)    | D     | Errico Altobello      |
|    | Italia (bandiera)    | D     | Marco Ambrogioni      |
|    | Italia (bandiera)    | D     | Roberto Cardinale     |
|    | Italia (bandiera)    | D     | Mauro Coppini         |
|    | Italia (bandiera)    | D     | Luca Fusco (Capitano) |
|    | Italia (bandiera)    | D     | Raffaele Imparato     |
|    | Italia (bandiera)    | D     | Carlo Mammarella      |
|    | Italia (bandiera)    | D     | Mauro Milanese        |
|    | Italia (bandiera)    | D     | Andrea Pierro         |
|    | Italia (bandiera)    | D     | Stefano Squitieri     |
|    | Italia (bandiera)    | D     | Emanuele Troise       |
|    | Argentina (bandiera) | C     | Carlos Barrionuevo    |
|    | Italia (bandiera)    | C     | Andrea Cesaro         |
|    | Italia (bandiera)    | C     | Giampaolo Ciarcià     |
|    | Italia (bandiera)    | C     | Daniele Cirillo       |

| N. |                       | Ruolo | Calciatore                  |
| -- | --------------------- | ----- | --------------------------- |
|    | Italia (bandiera)     | C     | Guido Di Deo                |
|    | Italia (bandiera)     | C     | Vincenzo D'Isanto           |
|    | Italia (bandiera)     | C     | Vincenzo Fusco              |
|    | Italia (bandiera)     | C     | Rocco Giannone              |
|    | Portogallo (bandiera) | C     | José Aleixo Ferreira Mamede |
|    | Italia (bandiera)     | C     | Emanuele Marano             |
|    | Italia (bandiera)     | C     | Michele Palmiero            |
|    | Italia (bandiera)     | C     | Walter Piccioni             |
|    | Italia (bandiera)     | C     | Salvatore Russo             |
|    | Italia (bandiera)     | C     | Evans Soligo                |
|    | Italia (bandiera)     | C     | Andrea Tricarico            |
|    | Slovenia (bandiera)   | C     | Rok Štraus                  |
|    | Italia (bandiera)     | A     | Fabrizio Cammarata          |
|    | Italia (bandiera)     | A     | Pasquale De Gennaro         |
|    | Italia (bandiera)     | A     | Arturo Di Napoli            |
|    | Italia (bandiera)     | A     | Emanuele Ferraro            |
|    | Italia (bandiera)     | A     | Roberto Magliocco           |
|    | Italia (bandiera)     | A     | Gerardo Masini              |
|    | Italia (bandiera)     | A     | Luca Orlando                |
|    | Italia (bandiera)     | A     | Elio Siano                  |
|    | Argentina (bandiera)  | A     | Federico Ezequiel Turienzo  |

## Calciomercato
fonte

### Sessione estiva(dal 01/07 al 01/09)
| Acquisti | Acquisti                    | Acquisti  | Acquisti      |
| R.       | Nome                        | da        | Modalità      |
| -------- | --------------------------- | --------- | ------------- |
| P        | Salvatore Pinna             | Grosseto  |               |
| D        | Luca Fusco                  | Genoa     |               |
| D        | Marco Ambrogioni            | Gallipoli |               |
| D        | Emanuele Troise             | Ternana   |               |
| D        | Mauro Milanese              | QPR       |               |
| D        | Carlo Mammarella            | Grosseto  |               |
| D        | Raffaele Imparato           | Torres    | fine prestito |
| C        | José Aleixo Ferreira Mamede | Perugia   | svincolato    |
| C        | Giampaolo Ciarcià           | Ternana   |               |
| C        | Rocco Giannone              | Ternana   |               |
| C        | Rok Štraus                  | Messina   |               |
| C        | Guido Di Deo                | Frosinone |               |
| A        | Arturo Di Napoli            | Messina   |               |
| A        | Federico Ezequiel Turienzo  | Teramo    |               |

| Cessioni | Cessioni             | Cessioni   | Cessioni              |
| R.       | Nome                 | a          | Modalità              |
| -------- | -------------------- | ---------- | --------------------- |
| D        | Ivanoe Lanzara       |            | svincolato            |
| D        | Angelo Siniscalchi   | Ascoli     | definitivo (45.000 €) |
| D        | Giovanni Orfei       | Verona     |                       |
| D        | Dario Bergamelli     | Monza      |                       |
| D        | Luigi Panarelli      | Foggia     |                       |
| D        | Gianluca Grassadonia |            | fine carriera         |
| D        | Tommaso Romito       | Napoli     | fine prestito         |
| C        | Alessio Sestu        | Treviso    |                       |
| C        | Fabrizio Caracciolo  | Pescara    |                       |
| C        | Andrea Cammarota     | Potenza    |                       |
| C        | Antonino Cardinale   | Catania    | fine prestito         |
| C        | Cristian Agnelli     | Lecce      | fine prestito         |
| A        | Roberto Colussi      | Catania    |                       |
| A        | Juan Aróstegui       | Vecindario |                       |

### Sessione invernale(dal 04/01 al 31/01)
| Acquisti | Acquisti            | Acquisti        | Acquisti                    |
| R.       | Nome                | da              | Modalità                    |
| -------- | ------------------- | --------------- | --------------------------- |
| P        | Rino Iuliano        | Potenza         |                             |
| P        | Fernando Pellegrino | River Plate     | prestito fino al 30-06-2008 |
| P        | Damiano Milan       | Juve Stabia     |                             |
| C        | Walter Piccioni     | Sorrento        |                             |
| C        | Carlos Barrionuevo  | Celano          |                             |
| C        | Andrea Tricarico    | Virtus Lanciano |                             |
| A        | Fabrizio Cammarata  | Taranto         |                             |

| Cessioni | Cessioni          | Cessioni    | Cessioni                    |
| R.       | Nome              | a           | Modalità                    |
| -------- | ----------------- | ----------- | --------------------------- |
| P        | Lorenzo Prisco    | Juve Stabia |                             |
| D        | Raffaele Imparato | Juve Stabia | prestito fino al 30-06-2008 |
| C        | Rok Štraus        | Celje       |                             |
| C        | Vincenzo Fusco    | Paganese    | prestito fino al 30-06-2008 |
| A        | Roberto Magliocco | Juve Stabia |                             |

## Risultati

### Serie C1

#### Girone di andata
| Arbitro: | Giancola (Vasto) |

|            |           |                                         |
| Morini 82’ | Marcatori | 33’ Ciarcià 48’ Di Napoli 90+1’ Ferraro |

| Arbitro: | Calvarese (Teramo) |

|             |           |                  |
| Ferraro 68’ | Marcatori | 90+2’ S. Morello |

| Arbitro: | Ruini (Reggio Emilia) |

|                                                 |           |                            |
| Ferraro 12’ Soligo 40’ Masini 53’ Di Napoli 60’ | Marcatori | 69’, 81’ (rig.) Martinetti |

| Crotone 16 settembre 2007 4ª giornata | Crotone              | 0 – 0 referto | Salernitana | Stadio Ezio Scida (2.800 spett.)\| Arbitro: \| Palazzino (Ciampino) \| |
| Arbitro:                              | Palazzino (Ciampino) |               |             |                                                                        |

| Arbitro: | Vuoto (Livorno) |

|                                         |           |                |
| Ferraro 39’ Cardinale 55’ Di Napoli 87’ | Marcatori | 7’, 73’ Cutolo |

| Arbitro: | Barletta (Bernalda) |

|  |           |                    |
|  | Marcatori | 34’, 44’ Di Napoli |

| Arbitro: | Peruzzo (Schio) |

|              |           |  |
| Di Napoli 6’ | Marcatori |  |

| Pistoia 14 ottobre 2007 8ª giornata | Pistoiese                         | 0 – 0 referto | Salernitana | Stadio Marcello Melani (3.622 spett.)\| Arbitro: \| Candussio (Cervignano del Friuli) \| |
| Arbitro:                            | Candussio (Cervignano del Friuli) |               |             |                                                                                          |

| Salerno 21 ottobre 2007 9ª giornata | Salernitana     | 0 – 0 referto | Lanciano | Stadio Arechi (9.500 spett.)\| Arbitro: \| Marrocco (Pisa) \| |
| Arbitro:                            | Marrocco (Pisa) |               |          |                                                               |

| Arbitro: | Tozzi (Ostia Lido) |

|            |           |               |
| Mazzeo 33’ | Marcatori | 79’ Di Napoli |

| Arbitro: | Zanichelli (Genova) |

|                             |           |  |
| Magliocco 66’ Di Napoli 71’ | Marcatori |  |

| Arbitro: | Tasso (La Spezia) |

|  |           |                        |
|  | Marcatori | 28’ Di Deo 59’ Ferraro |

| Arbitro: | Baracani (Firenze) |

|               |           |  |
| Di Napoli 53’ | Marcatori |  |

| Arbitro: | Gallione (Alessandria) |

|  |           |                    |
|  | Marcatori | 70’ (rig.) Ferraro |

| Salerno 25 novembre 2007 15ª giornata | Salernitana         | 0 – 0 referto | Potenza | Stadio Arechi (9.955 spett.)\| Arbitro: \| Mannella (Avezzano) \| |
| Arbitro:                              | Mannella (Avezzano) |               |         |                                                                   |

| Arbitro: | Pecorelli (Arezzo) |

|                         |           |                    |
| Micco 14’ Ferraresi 24’ | Marcatori | 86’ (aut.) Pomante |

| Arbitro: | D'Alesio (Forlì) |

|                             |           |  |
| Magliocco 35’ Di Napoli 76’ | Marcatori |  |

#### Girone di ritorno
| Arbitro: | Andolfatto (Bassano del Grappa) |

|              |           |  |
| Di Napoli 2’ | Marcatori |  |

| Arbitro: | Marrocco (Pisa) |

|                     |           |  |
| Russo 18’ Cygan 34’ | Marcatori |  |

| Arezzo 14 gennaio 2008 20ª giornata | Arezzo              | 0 – 0 referto | Salernitana | Stadio Città di Arezzo (2.937 spett.)\| Arbitro: \| Barletta (Bernalda) \| |
| Arbitro:                            | Barletta (Bernalda) |               |             |                                                                            |

| Arbitro: | Candussio (Cervignano del Friuli) |

|               |           |             |
| Di Napoli 58’ | Marcatori | 55’ Ghezzal |

| Arbitro: | Calvarese (Teramo) |

|                                         |           |                          |
| Cejas 1’ Plasmati 32’, 45+1’ Cutolo 43’ | Marcatori | 64’ Di Napoli 85’ Mamede |

| Arbitro: | Giancola (Vasto) |

|            |           |                   |
| Di Deo 22’ | Marcatori | 64’ (rig.) Masini |

| Arbitro: | Palazzino (Ciampino) |

|           |           |  |
| Braca 35’ | Marcatori |  |

| Arbitro: | Zanichelli (Genova) |

|               |           |  |
| Di Napoli 54’ | Marcatori |  |

| Arbitro: | Vuoto (Livorno) |

|               |           |               |
| Giorgetti 41’ | Marcatori | 56’ Di Napoli |

| Arbitro: | Peruzzo (Schio) |

|                            |           |                            |
| Turienzo 49’ Cardinale 89’ | Marcatori | 45+2’ Mazzeo 78’ Cherubini |

| Arbitro: | Candussio (Cervignano del Friuli) |

|               |           |                      |
| Ferracuti 10’ | Marcatori | 25’ (rig.) Di Napoli |

| Arbitro: | Doveri (Aprilia) |

|                    |           |  |
| Di Napoli 68’, 88’ | Marcatori |  |

| Arbitro: | Tozzi (Ostia Lido) |

|                                   |           |                          |
| Mastronunzio 35’ (rig.) Nassi 53’ | Marcatori | 8’ Ciarcià 14’ Di Napoli |

| Arbitro: | Vuoto (Livorno) |

|             |           |  |
| Turienzo 5’ | Marcatori |  |

| Arbitro: | Meli (Parma) |

|  |           |               |
|  | Marcatori | 84’ Di Napoli |

| Arbitro: | Gambini (Roma) |

|                                     |           |  |
| Piccioni 52’ Di Napoli 90+3’ (rig.) | Marcatori |  |

| Arbitro: | Cervellera (Taranto) |

|             |           |                    |
| Zerbini 61’ | Marcatori | 72’ (rig.) Ferraro |

### Coppa Italia Serie C

#### Girone U
| Arbitro: | Barletta (Bernalda) |

|                           |           |  |
| Di Napoli 20’ Ferraro 56’ | Marcatori |  |

| Arbitro: | Tagarelli (Termoli) |

|                   |           |            |
| Caputo 35’, 90+2’ | Marcatori | 46’ Masini |

| Arbitro: | Guida (Torre Annunziata) |

|               |           |               |
| Magliocco 47’ | Marcatori | 23’ Cammarota |

| Arbitro: | Paparazzo (Catanzaro) |

|                                           |           |  |
| Costantini 32’, 81’ Moresi 44’ Ligori 66’ | Marcatori |  |

### Supercoppa di C1
| Arbitro: | Baracani (Firenze) |

|  |           |             |
|  | Marcatori | 65’ Ferraro |

| Arbitro: | Peruzzo (Schio) |

|                                               |                      |                                         |
|                                               | Marcatori            | 25’ Selva                               |
| Ferraro Di Napoli Cammarata Di Deo Mammarella | Tiri di rigore 4 – 5 | Selva Erpen Magnanelli Piccioni Tarozzi |

## Statistiche

### Statistiche di squadra
| Competizione         | Punti | In casa | In casa | In casa | In casa | In casa | In casa | In trasferta | In trasferta | In trasferta | In trasferta | In trasferta | In trasferta | Totale | Totale | Totale | Totale | Totale | Totale | DR  |
| Competizione         | Punti | G       | V       | N       | P       | Gf      | Gs      | G            | V            | N            | P            | Gf           | Gs           | G      | V      | N      | P      | Gf     | Gs     | DR  |
| -------------------- | ----- | ------- | ------- | ------- | ------- | ------- | ------- | ------------ | ------------ | ------------ | ------------ | ------------ | ------------ | ------ | ------ | ------ | ------ | ------ | ------ | --- |
| Serie C1             | 62    | 17      | 11      | 6       | 0       | 25      | 9       | 17           | 5            | 8            | 4            | 18           | 16           | 34     | 16     | 14     | 4      | 43     | 25     | +18 |
| Coppa Italia Serie C | -     | 2       | 1       | 1       | 0       | 3       | 1       | 2            | 0            | 0            | 2            | 1            | 6            | 4      | 1      | 1      | 2      | 4      | 7      | -3  |
| Supercoppa di C1     | -     | 1       | 0       | 0       | 1       | 0       | 1       | 1            | 1            | 0            | 0            | 1            | 0            | 2      | 1      | 0      | 1      | 1      | 1      | 0   |
| Totale               | -     | 20      | 12      | 7       | 1       | 28      | 11      | 20           | 6            | 8            | 6            | 20           | 22           | 40     | 18     | 15     | 7      | 48     | 33     | +15 |

### Andamento in campionato
| Giornata  | 1 | 2 | 3 | 4 | 5 | 6 | 7 | 8 | 9 | 10 | 11 | 12 | 13 | 14 | 15 | 16 | 17 | 18 | 19 | 20 | 21 | 22 | 23 | 24 | 25 | 26 | 27 | 28 | 29 | 30 | 31 | 32 | 33 | 34 |
| --------- | - | - | - | - | - | - | - | - | - | -- | -- | -- | -- | -- | -- | -- | -- | -- | -- | -- | -- | -- | -- | -- | -- | -- | -- | -- | -- | -- | -- | -- | -- | -- |
| Luogo     | T | C | C | T | C | T | C | T | C | T  | C  | T  | C  | T  | C  | T  | C  | C  | T  | T  | C  | T  | C  | T  | C  | T  | C  | T  | C  | T  | C  | T  | C  | T  |
| Risultato | V | N | V | N | V | V | V | N | N | N  | V  | V  | V  | V  | N  | P  | V  | V  | P  | N  | N  | P  | N  | P  | V  | N  | N  | N  | V  | N  | V  | V  | V  | N  |
| Posizione | 4 | 6 | 2 | 2 | 2 | 1 | 1 | 2 | 2 | 2  | 2  | 2  | 1  | 1  | 1  | 1  | 1  | 1  | 1  | 1  | 1  | 1  | 1  | 1  | 1  | 1  | 1  | 2  | 1  | 1  | 1  | 1  | 1  | 1  |

Fonte:  DIVISIONE 1 GIRONE B STATISTICA, su lega-pro.com.
Legenda:

Luogo: N = Campo neutro; C = Casa; T = Trasferta. Risultato: R = Rinviata; V = Vittoria; N = Pareggio; P = Sconfitta.
- = Turno di riposo.

### Statistiche dei giocatori
Sono in corsivo i calciatori che hanno lasciato la società a stagione in corso.
| Giocatore       | Serie C1 | Serie C1 | Serie C1    | Serie C1   | Coppa Italia Serie C | Coppa Italia Serie C | Coppa Italia Serie C | Coppa Italia Serie C | Supercoppa di C1 | Supercoppa di C1 | Supercoppa di C1 | Supercoppa di C1 | Totale   | Totale | Totale      | Totale     |
| Giocatore       | Presenze | Reti     | Ammonizioni | Espulsioni | Presenze             | Reti                 | Ammonizioni          | Espulsioni           | Presenze         | Reti             | Ammonizioni      | Espulsioni       | Presenze | Reti   | Ammonizioni | Espulsioni |
| --------------- | -------- | -------- | ----------- | ---------- | -------------------- | -------------------- | -------------------- | -------------------- | ---------------- | ---------------- | ---------------- | ---------------- | -------- | ------ | ----------- | ---------- |
| R. Iuliano      | 2        | -2       | 0           | 0          | -                    | -                    | -                    | -                    | 2                | -1               | 0                | 0                | 4        | -3     | 0           | 0          |
| D. Milan        | -        | -        | -           | -          | -                    | -                    | -                    | -                    | -                | -                | -                | -                | -        | -      | -           | -          |
| S. Pinna        | 32       | -23      | 3           | 0          | 1                    | -2                   | 0                    | 0                    | -                | -                | -                | -                | 33       | -25    | 3           | 0          |
| L. Prisco       | 0        | 0        | 0           | 0          | 2                    | -1                   | 0                    | 0                    | -                | -                | -                | -                | 2        | -1     | 0           | 0          |
| P. Robertiello  | -        | -        | -           | -          | 1                    | -4                   | 0                    | 0                    | 0                | 0                | 0                | 0                | 1        | -4     | 0           | 0          |
| F. Agresta      | -        | -        | -           | -          | 2                    | 0                    | 0                    | 0                    | -                | -                | -                | -                | 2        | 0      | 0           | 0          |
| E. Altobello    | -        | -        | -           | -          | 1                    | 0                    | 0                    | 0                    | -                | -                | -                | -                | 1        | 0      | 0           | 0          |
| M. Ambrogioni   | 30       | 0        | 7           | 1          | 2                    | 0                    | 0                    | 0                    | 2                | 0                | 0                | 0                | 34       | 0      | 7           | 1          |
| R. Cardinale    | 26       | 2        | 6           | 0          | 2                    | 0                    | 0                    | 0                    | 2                | 0                | 0                | 0                | 30       | 2      | 6           | 0          |
| M. Coppini      | 3        | 0        | 0           | 0          | 2                    | 0                    | 0                    | 0                    | 0                | 0                | 0                | 0                | 5        | 0      | 0           | 0          |
| L. Fusco        | 28       | 0        | 9           | 1          | 1                    | 0                    | 1                    | 0                    | 1                | 0                | 0                | 0                | 30       | 0      | 10          | 1          |
| R. Imparato     | 6        | 0        | 0           | 0          | 1                    | 0                    | 0                    | 0                    | -                | -                | -                | -                | 7        | 0      | 0           | 0          |
| C. Mammarella   | 13       | 0        | 2           | 1          | 2                    | 0                    | 0                    | 0                    | 2                | 0                | 0                | 0                | 17       | 0      | 2           | 1          |
| M. Milanese     | 28       | 0        | 5           | 0          | -                    | -                    | -                    | -                    | 2                | 0                | 0                | 0                | 30       | 0      | 5           | 0          |
| A. Pierro       | -        | -        | -           | -          | 1                    | 0                    | 0                    | 0                    | -                | -                | -                | -                | 1        | 0      | 0           | 0          |
| S. Squitieri    | 1        | 0        | 1           | 0          | 1                    | 0                    | 0                    | 0                    | -                | -                | -                | -                | 2        | 0      | 1           | 0          |
| E. Troise       | 21       | 0        | 8           | 0          | 1                    | 0                    | 0                    | 0                    | 2                | 0                | 0                | 0                | 24       | 0      | 8           | 0          |
| C. Barrionuevo  | 5        | 0        | 2           | 1          | -                    | -                    | -                    | -                    | -                | -                | -                | -                | 5        | 0      | 2           | 1          |
| A. Cesaro       | 1        | 0        | 0           | 0          | 3                    | 0                    | 0                    | 0                    | -                | -                | -                | -                | 4        | 0      | 0           | 0          |
| G. Ciarcià      | 32       | 2        | 7           | 0          | 1                    | 0                    | 0                    | 0                    | 2                | 0                | 0                | 0                | 35       | 2      | 7           | 0          |
| D. Cirillo      | -        | -        | -           | -          | 3                    | 0                    | 0                    | 0                    | -                | -                | -                | -                | 3        | 0      | 0           | 0          |
| G. Di Deo       | 17       | 2        | 4           | 0          | 2                    | 0                    | 0                    | 0                    | 1                | 0                | 0                | 0                | 20       | 2      | 4           | 0          |
| V. D'Isanto     | 5        | 0        | 1           | 0          | 2                    | 0                    | 1                    | 0                    | -                | -                | -                | -                | 7        | 0      | 2           | 0          |
| V. Fusco        | 12       | 0        | 3           | 0          | 3                    | 0                    | 0                    | 1                    | -                | -                | -                | -                | 15       | 0      | 3           | 1          |
| R. Giannone     | 11       | 0        | 2           | 0          | 4                    | 0                    | 0                    | 0                    | -                | -                | -                | -                | 15       | 0      | 2           | 0          |
| J. A. F. Mamede | 13       | 1        | ?           | ?          | -                    | -                    | -                    | -                    | -                | -                | -                | -                | 13       | 1      | 0+          | 0+         |
| E. Marano       | -        | -        | -           | -          | 1                    | 0                    | 0                    | 0                    | -                | -                | -                | -                | 1        | 0      | 0           | 0          |
| P. Palmiero     | -        | -        | -           | -          | 1                    | 0                    | 0                    | 0                    | -                | -                | -                | -                | 1        | 0      | 0           | 0          |
| W. Piccioni     | 12       | 1        | 4           | 0          | -                    | -                    | -                    | -                    | 1                | 0                | 0                | 0                | 13       | 1      | 4           | 0          |
| S. Russo        | 27       | 0        | 6           | 1          | 2                    | 0                    | 0                    | 0                    | 2                | 0                | 3                | 1                | 31       | 0      | 9           | 2          |
| E. Soligo       | 31       | 1        | 4           | 0          | 2                    | 0                    | 0                    | 0                    | 2                | 0                | 0                | 0                | 35       | 1      | 4           | 0          |
| A. Tricarico    | 10       | 0        | 6           | 0          | -                    | -                    | -                    | -                    | 1                | 0                | 1                | 0                | 11       | 0      | 7           | 0          |
| R. Straus       | 0        | 0        | 0           | 0          | -                    | -                    | -                    | -                    | -                | -                | -                | -                | 0        | 0      | 0           | 0          |
| F. Cammarata    | 9        | 0        | 1           | 0          | -                    | -                    | -                    | -                    | 2                | 0                | 0                | 0                | 11       | 0      | 1           | 0          |
| P. De Gennaro   | -        | -        | -           | -          | 1                    | 0                    | 0                    | 0                    | -                | -                | -                | -                | 1        | 0      | 0           | 0          |
| A. Di Napoli    | 32       | 21       | 5           | 0          | 1                    | 1                    | 0                    | 0                    | 2                | 0                | 0                | 0                | 35       | 22     | 5           | 0          |
| E. Ferraro      | 29       | 6        | 3           | 0          | 1                    | 1                    | 0                    | 0                    | 2                | 1                | 0                | 0                | 32       | 8      | 3           | 0          |
| R. Magliocco    | 12       | 2        | 1           | 1          | 4                    | 1                    | 0                    | 0                    | -                | -                | -                | -                | 16       | 3      | 1           | 1          |
| G. Masini       | 14       | 1        | 0           | 1          | 3                    | 1                    | 0                    | 0                    | -                | -                | -                | -                | 17       | 2      | 0           | 1          |
| L. Orlando      | -        | -        | -           | -          | 1                    | 0                    | 0                    | 0                    | -                | -                | -                | -                | 1        | 0      | 0           | 0          |
| E. Siano        | 1        | 0        | 0           | 0          | 1                    | 0                    | 0                    | 0                    | 0                | 0                | 0                | 0                | 2        | 0      | 0           | 0          |
| F. E. Turienzo  | 13       | 2        | 2           | 0          | -                    | -                    | -                    | -                    | -                | -                | -                | -                | 13       | 2      | 2           | 0          |